# Mięsień kulszowo-jamisty
Mięsień kulszowo-jamisty (łac. musculus ischiocavernosus, ang. ischiocavernosus muscle) – w anatomii człowieka jeden z mięśni krocza, współtworzący przeponę moczowo-płciową.
U mężczyzn jest to niewielki parzysty mięsień. Cechuje się wydłużonym kształtem z częścią mięśniową na środku oraz częścią ścięgnistą na obu końcach. Rozpoczyna się na przyśrodkowej powierzchni guza kulszowego i na więzadle krzyżowo-guzowym. Często jest silnie połączony z mięśniem poprzecznym powierzchownym krocza. Część włókien mięśnia kieruje się do przodu na powierzchnię przyśrodkową i dolną prącia, a część do przodu na powierzchnię boczną i grzbietową i kończy się w błonie białawej. Niektóre pasma na grzbiecie prącia łączą się z włóknami z przeciwnego mięśnia i obejmują żyłę grzbietową prącia.
U kobiet mięsień jest słabo rozwinięty i przeważnie ścięgnisty. Leży na odnodze łechtaczki.
Unaczyniony jest przez gałązki tętnicy kroczowej, a unerwiony przez nerwy krocza S2–4 (od nerwu sromowego).
U mężczyzn pełni ważną rolę we wzwodzie, poprzez uciskanie na odnogi prącia i wypychanie krwi do przodu. Mięsień współpracuje z mięśniem opuszkowo-gąbczastym. U kobiet działa na ciało jamiste łechtaczki podczas jej wzwodu wypychając krew do przodu.